# Carlos Garnett
Carlos Garnett (Red Tank/ Panamakanaalzone, 1 december 1938 – 3 maart 2023) was een uit Panama afkomstige Amerikaanse jazzsaxofonist.

## Biografie
Garnett groeide op in Panama, waar hij voornamelijk actief was als calypso-muzikant. In 1962 ging hij naar New York en trad hij op met verschillende rockbands. In 1968 speelde hij met Freddie Hubbard, in 1969/1970 met Art Blakey en zijn Jazz Messengers. Na zijn samenwerking met Charles Mingus in 1970 was hij betrokken bij het album Black Unity van Pharoah Sanders. In 1972 richtte hij Universal Black Force op. Zijn samenwerking met Miles Davis (op diens albums On the Corner, 1972 en Get Up with It, 1974) werd bepalend voor zijn muzikale carrière. Met Davis ontmoette hij gitarist Reggie Lucas, die meewerkte aan Garnetts debuutalbum Black Love, een mix van avant-gardejazz en elektronica. Zijn volgende albums Fire en Journey to Enlightenment worden ook als energiek beschouwd, maar andere albums worden als minder spectaculair beschouwd. Hij werkte ook met Jack McDuff, Andrew Hill, Gary Bartz en Norman Connors (1972 tot 1975). Tijdens de jaren 1980 was hij grotendeels inactief als muzikant. In 1991 begon hij aan zijn comeback. In 1996 verschenen Fuego en Mi Alma bij HighNote Records, wat volgens Scott Yanow zijn beste album tot nu toe is.
Garnett stierf op 3 maart 2023 op 84-jarige leeftijd.

## Discografie
- 1974: Black Love met James Mtume, Billy Hart, Onaje Allan Gumbs, Charles Sullivan, Reggie Lucas, Dee Dee Bridgewater, Norman Connors, Guilherme Franco, Ayodele Jenkins, Mauricio Smith, Buster Williams, Carlos Chambers
- 1974: Journey to Enlightenment met Charles Pulliam, Neil Clarke, Howard King
- 1974-1977: Fire met Kenny Kirkland, Reggie Lucas, Neil Clark, Wayne Cobham, Angel Fernandez, Anthony Jackson, Howard King, Charles Pulliam
- 1996: Fuego En Mi Alma met Neil Clarke, Brad Jones, Carlton Holmes, Shingo Okudaira
- 1999: Under Nubian Skies met Carlton Holmes, Russell Gunn, Shingo Okudaira
- 2001: Moon Shadow met Robert Trowers,  Neil Clarke, Alvin Flythe, Derrick Gardner, Carlton Holmes, Shingo Okudaira

- Bibsys: 3056800
- Bibliothèque nationale de France: cb13894317b (data)
- Gemeinsame Normdatei: 134610032
- International Standard Name Identifier: 0000 0000 5514 9110
- Library of Congress Control Number: n91048538
- MusicBrainz: f9bc86ec-d720-4e6d-b6d8-a25223b049c1
- Nationale Bibliotheek van Israël: 987007383496905171
- Nederlandse Thesaurus van Auteursnamen: 097821233
- Réseau des bibliothèques de Suisse occidentale: 02-A006430067
- Système universitaire de documentation: 251284905
- Virtual International Authority File: 66651787
- WorldCat: E39PBJhRKr8wGv6xc4dRkTvvHC